# قلعه زیویه

قلعه زیویه در شب

قلعه زیویه یا دژ زیویه ارگ حکومتی زمان مادها و سکاها است که در کردستان و در محوطه‌ای تاریخی به همین نام قرار دارد و یکی از شاهکارهای معماری بشریت پیش از میلاد است. این محوطه بر رأس کوهی در ۴۲ کیلومتری شرق شهر سقز واقع است و سابقهٔ پویایی و فعالیت در این دژ حداقل به حدود ۳۵۰۰ سال قبل یعنی هزاره اول قبل از میلاد بر می‌گردد.

## ساختار ارگ زیویه
این دژ شامل تالارها، حیاط، اتاق‌های متعدد، تالار ستوندار، انبار غله، ورودی اصلی و پلکان سنگی است. ساختمان سه طبقه زیویه از روی شواهد غیرقابل انکار همان ساختمانی است که بنا به نوشته «هرودوت» مادها از روی رضا و رغبت برای «دیوکو» ساختند. دیوارهای بنا با سنگ‌های مخصوص تراشیده شده و دیوار خشتی بر روی پی‌ها با مقیاس‌های دقیق هندسی و معادلات ریاضی ساخته شده بود.
قطر دیوارهای ساختمان چندین برابر قطر دیوار ساختمان‌های کلنگی امروز و پهنای آن بیشتر از دو متر است. ساختمان سه طبقه به شکل ساختمان‌های مهندسی‌ساز امروزی است و دارای پنجره و راهروهای متعدد و خیلی بزرگ، ایوان یا بالکنی زیبا و جالب، دوازده سر ستون سنگی با چند ستون سنگی، و دو دروازه سنگی حجاری شده بسیار بزرگ بوده‌است.

قلعه زیویه

## پیشینه پژوهشی باستان‌شناسی
اولین عملیات باستان‌شناسی در این منطقه توسط رابرت رایسون آمریکایی در سال ۱۹۴۵ انجام گرفت و در فاصله سال‌های ۱۳۲۳ تا ۱۳۲۵ یک فرپ یهودی با نام ایوب رب النوع به مدت هشت سال اقدام به کاوش در این تپه کرد و بیش از ۸۰ درصد تپه زیویه مورد اکتشاف قرار گرفت و هدف این گروه تنها پیدا کردن اشیاء و آثار تاریخی برای فروش و تجارت بود. در سال ۱۳۵۴ نیز نصرالله معتمدی کاوش و بررسی اشیای کشف شده را آغاز کرد و فعالیت وی در دو فاصله زمانی تا سال ۱۳۷۳ ادامه یافت، در دور دوم فعالیت‌های باستان‌شناسی معتمدی که شش سال به طول انجامید آثار بسیار ارزشمندی در آن کشف شد.
فعالیت‌های باستان‌شناسی در تپه باستانی زیویه از سال ۱۳۷۸ توسط سیمین لک پور ادامه پیدا کرد و وی نیز حدود ۱۱ فصل در این منطقه فعالیت‌های باستان‌شناسی و کاوش خود را ادامه داد، در این مدت راه پله‌های سنگی، فضاهای جانبی و تالار ستون دار که از شاخص‌ترین بخش‌های آن است نیز کشف شد. تالار ستون دار تپه باستانی زیویه دارای ۱۶ ستون در دو ردیف ۸ عددی است که پایه ستون‌ها سنگ و خود ستون‌ها نیز از خشت بوده‌اند
از سرشناس‌ترین و پرکارترین باستانشناسان خارجی در زمینه کاوش و مطالعات باستانشناسی در زیویه می‌توان گیرشمن در سالهای(۱۹۵۰٬۱۹۶۱٬۱۹۷۳٬۱۹۷۹)، بارنت (۱۹۵۶, ۱۹۶۲)، ویلکینسون (۱۹۵۲٬۱۹۶۰٬۱۹۶۳٬۱۹۶۷)، پرادا (۱۹۶۴)، کنتور (۱۹۶۴) و بومر (۱۹۶۴) را نام برد.

## پیشینه تاریخی
در حدود ۷۰۰ سال قبل از میلاد سکاها در این قلعه استقرار داشتند و مرکز فرماندهی و پایتخت آنها برای اداره و حکمرانی سرزمین‌های ماد بوده و قرن‌ها بر این سرزمین حاکم بوده‌اند و در واقع قلعه زیویه مرکز اولین دادگستری ایران باستان بوده‌است.
قبل از دوره سکاها، زیویه پایتخت مانائی‌ها بوده و به همین سبب در زمان حملات آشوری‌ها و سکاها، ارگ زیویه کانون جنگ‌ها و درگیریهای مهاجمان بوده و پس از شکست مانائی‌ها، قدرت‌های فاتح در این قلعه برای حکمرانی مستقر می‌شدند.

## اشیاء کشف شده
در این قلعه گنجینه‌ای باستانی یافت شده که در بر گیرنده تشت بزرگ مفرغی مزّین به نقوش جنگجویان آشوری است که در نقوش آن عناصری از طلا، نقره و عاج به کار گرفته شده‌است. مهم‌ترین اشیای به دست آمده از این منطقه سر عقاب زرین و گردن‌بندهای طلایی است.
همچنین اشیاء زرین به سبک قوم ایرانی‌تبار سکایی در گنجینه زیویه پیدا شده‌است، از جمله شمشیری که با دسته و غلاف طلا. شمشیر دیگری به همین سبک و تبری آهنی با دسته طلا کشف شد.
بر روی این اشیاء عناصر سکایی (گوزن خوابیده) با عناصر شرق قدیم (درخت مقدس در میان ایزدبانوان، حیوانات خارق‌العاده) آمیخته هستند. این اشیاء تقلیدی از سبک ویژه اورارتو، همراه با عناصر خاص سبک سکایی بوده‌است.
یکی از شاهکارهای به نمایش درآمده در موزه ملی ایران در قالب شاهکارهای زرین هنر ایران، پلاک زیویه می باشد.
پلاک زرین با دو ردیف نقش برجسته از جانوران ترکیبی و اساطیری که در مرکز هر ردیف یک درخت زندگی وجود دارد. در ردیف بالایی با بزهای کوهی و در ردیف پایین با گاوهای بالدار در میان گرفته شده است. جانوران ترکیبی رو به سوی درخت دارند. این جانوران اکثرا ترکیب انسان، پرنده و گاو هستند. در گوشه هر ردیف، نقش خرگوش نیز ایجاد شده و دور تا دور پلاک ردیفی از نقوش گیاهی شبیه میوه کاج به صورت برجسته قرار دارند. دو ردیف نقش با یک نوار مارپیچی از هم جدا شده اندموزه ملی ایران

## نگارخانه

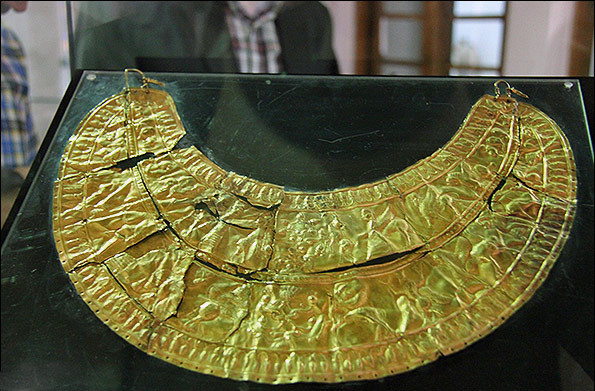
پلاک زیویه
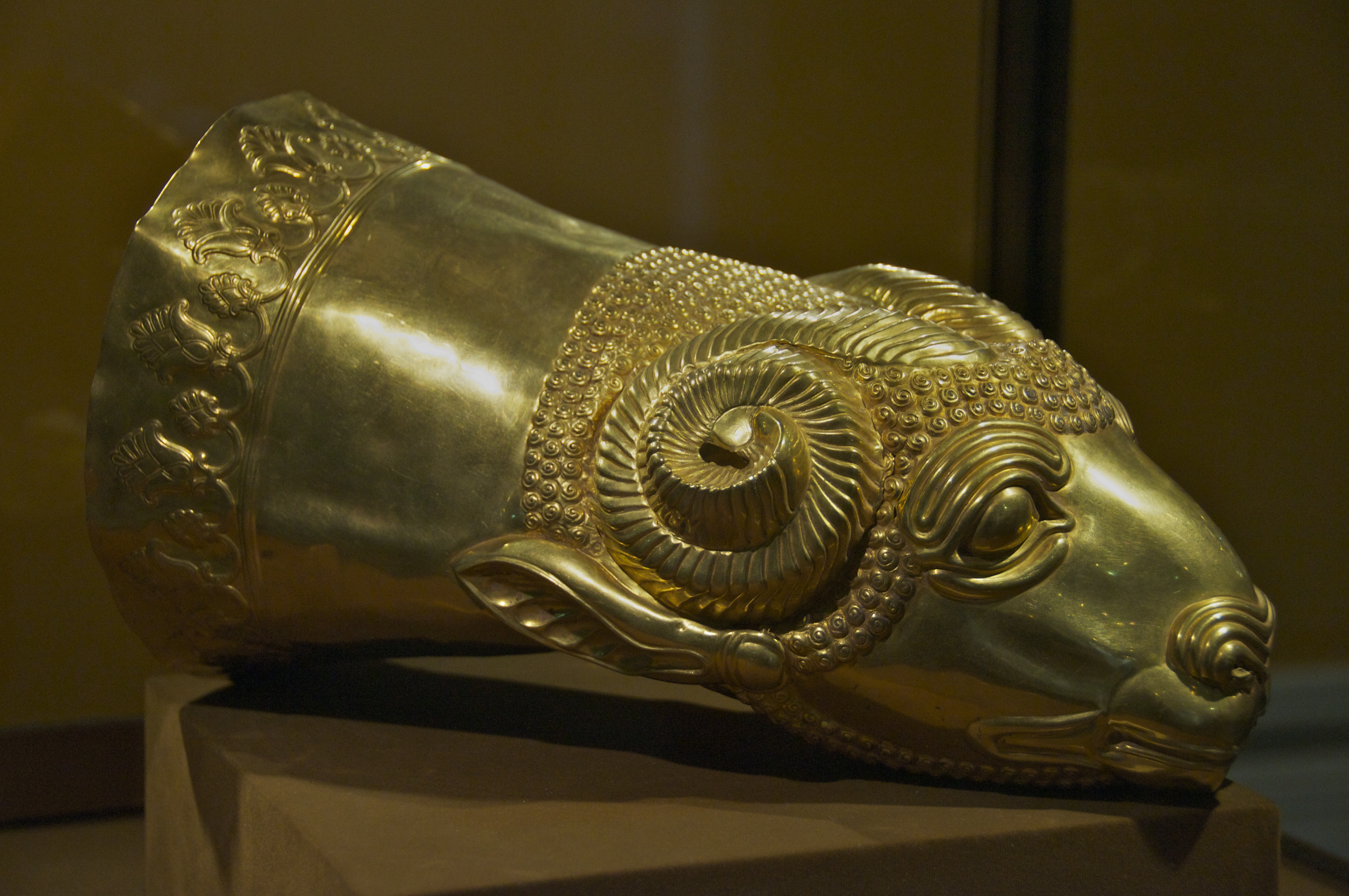
رایتون با کله قوچ
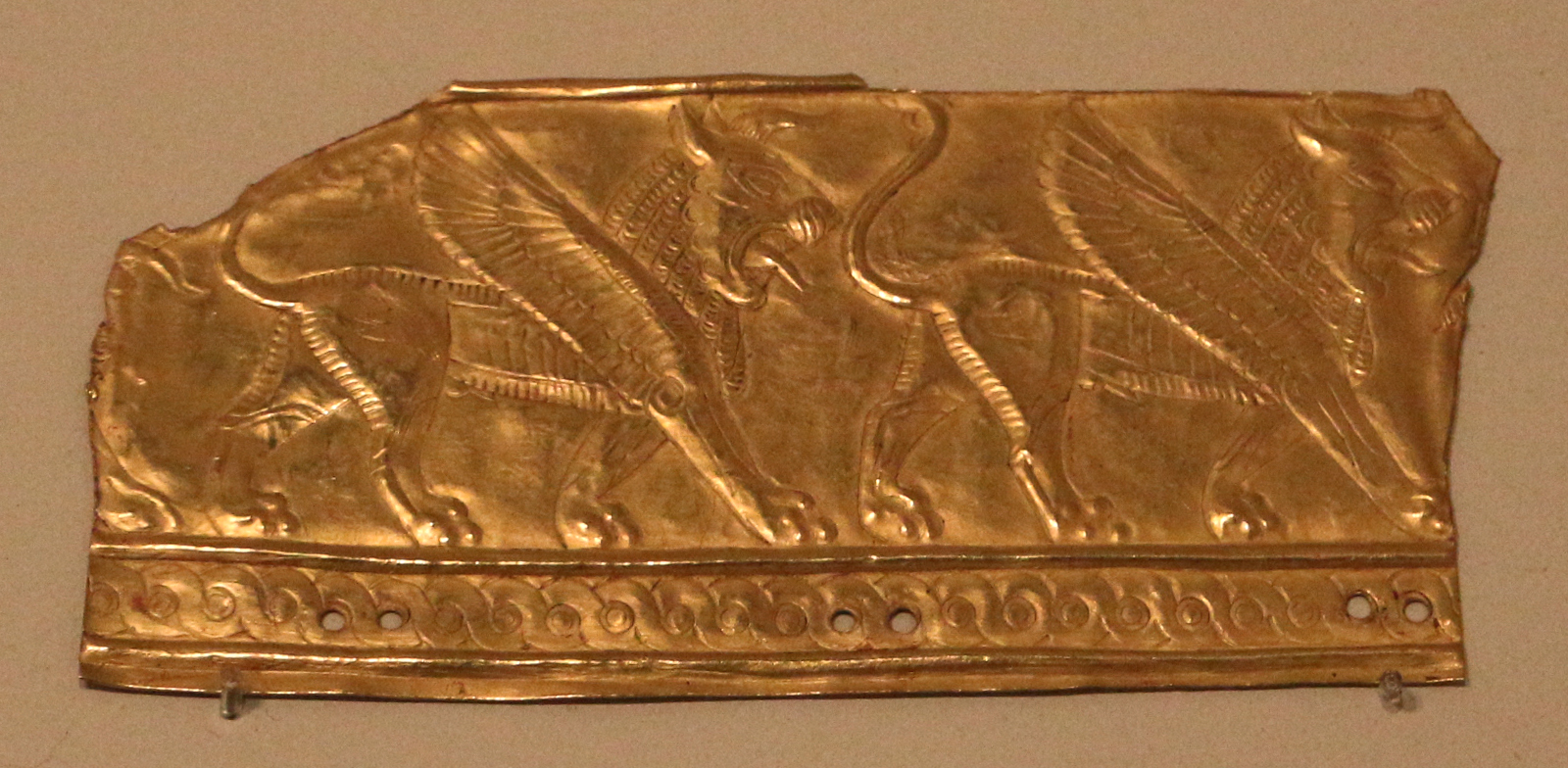
پلاک طلایی
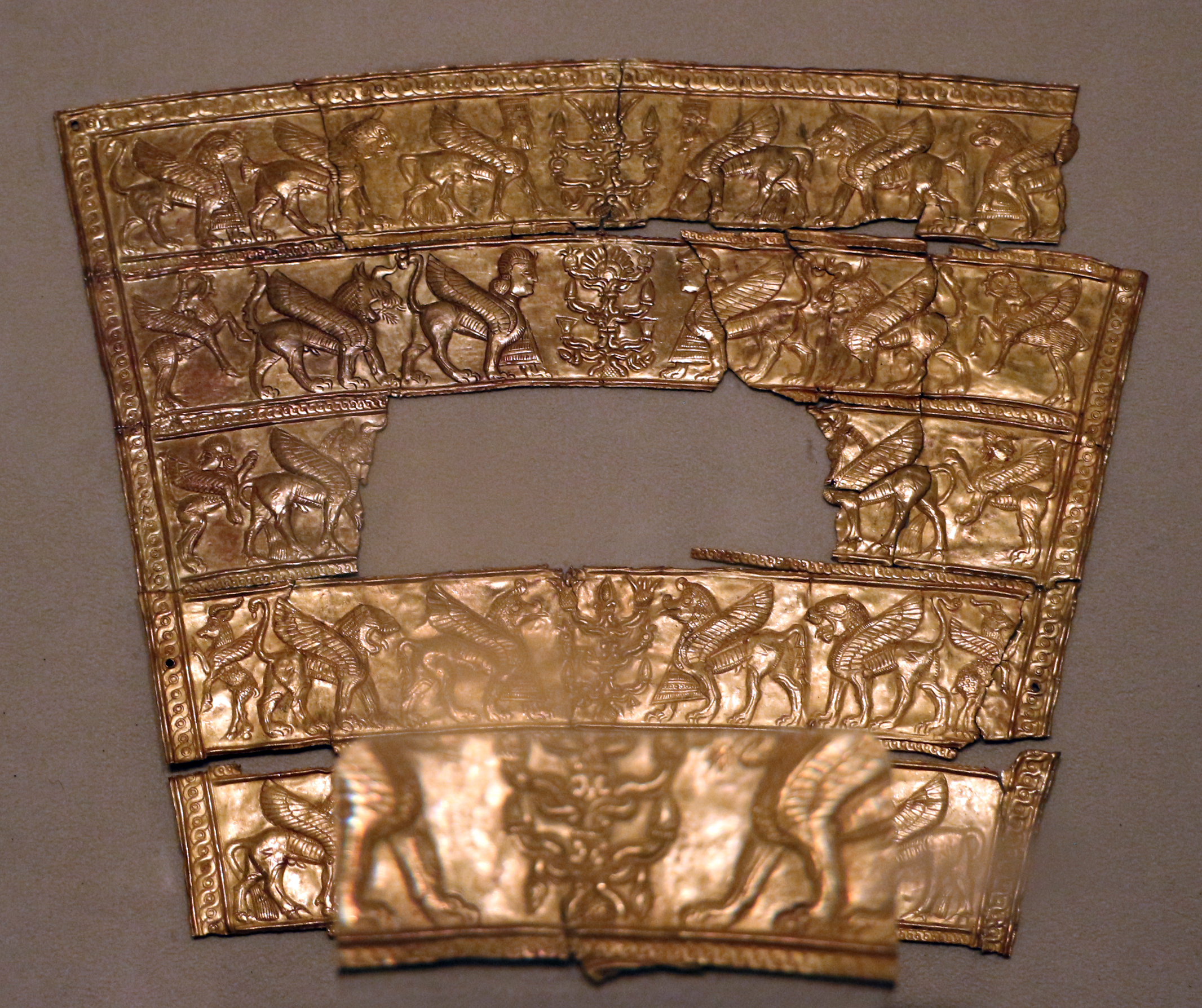
پلاک
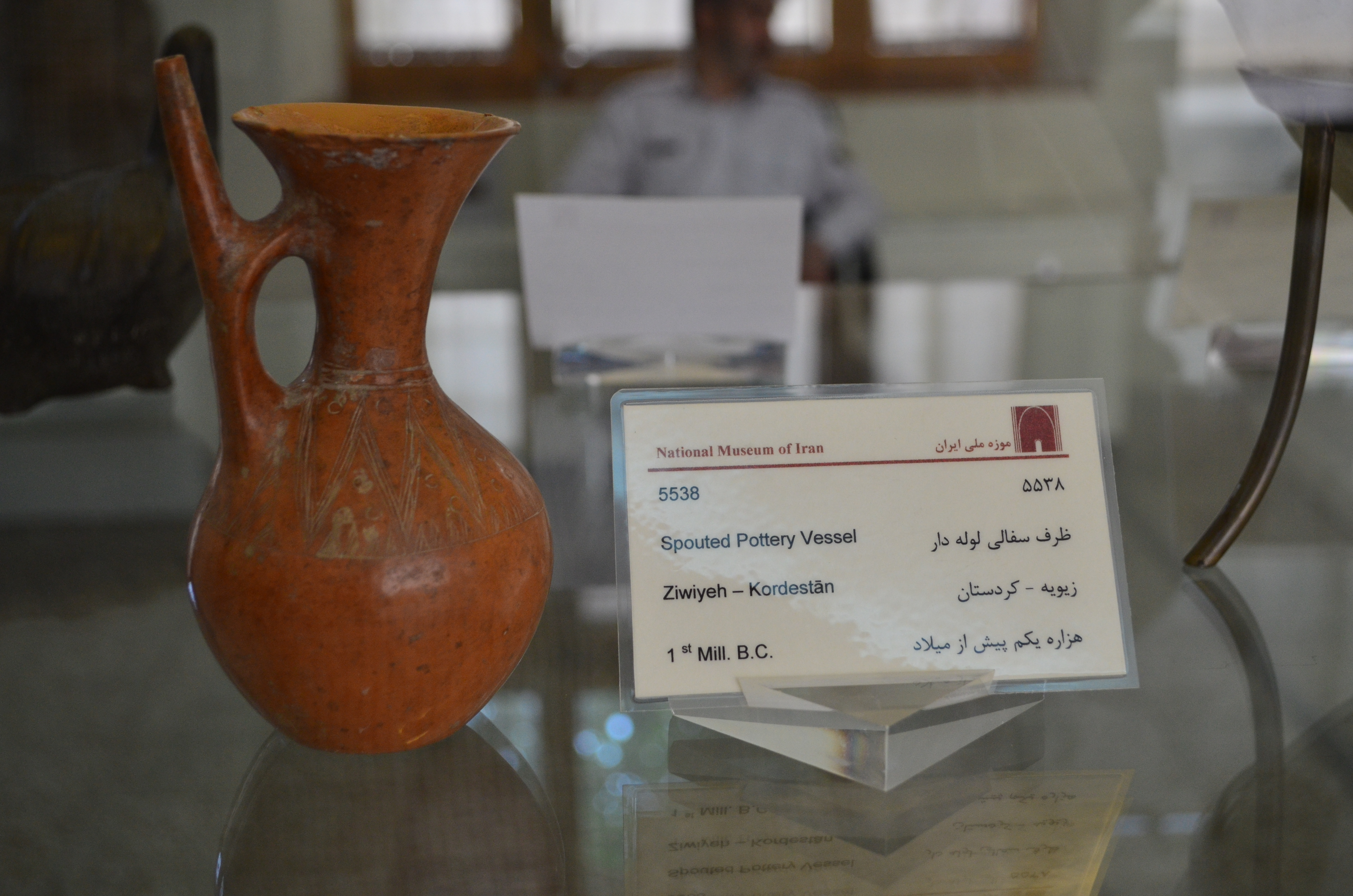
کوزه
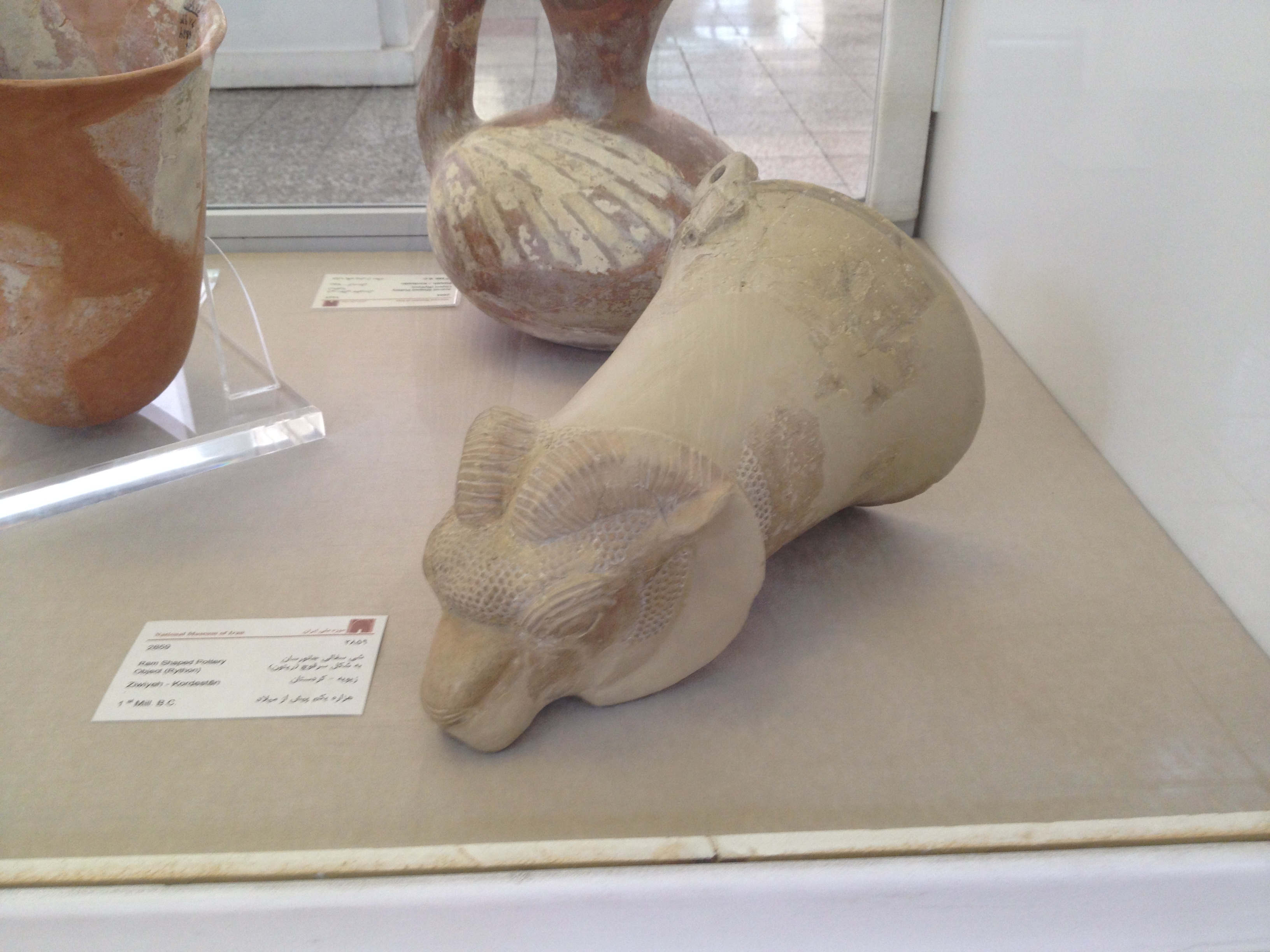
رایتون با کله قوچ
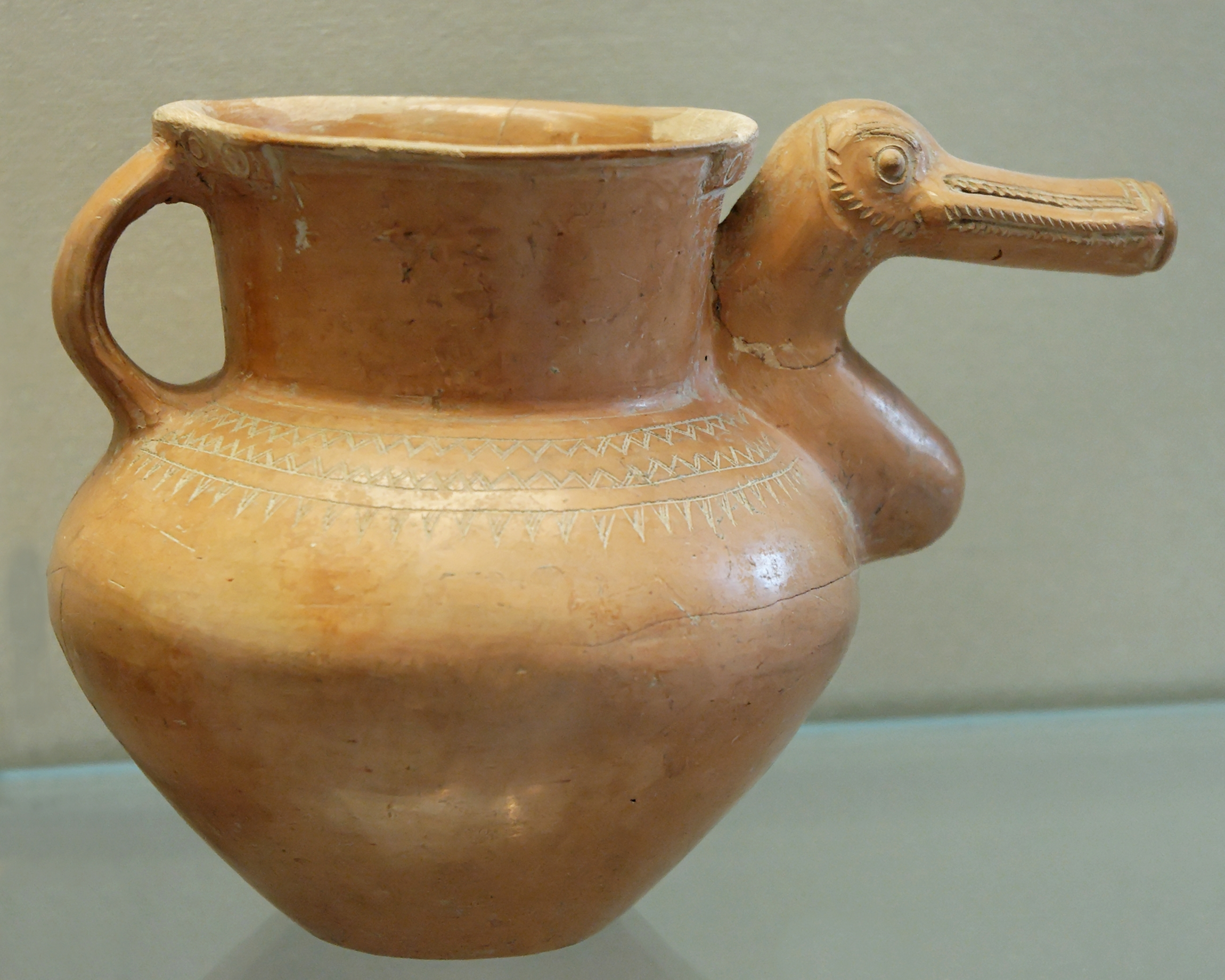
کوزه
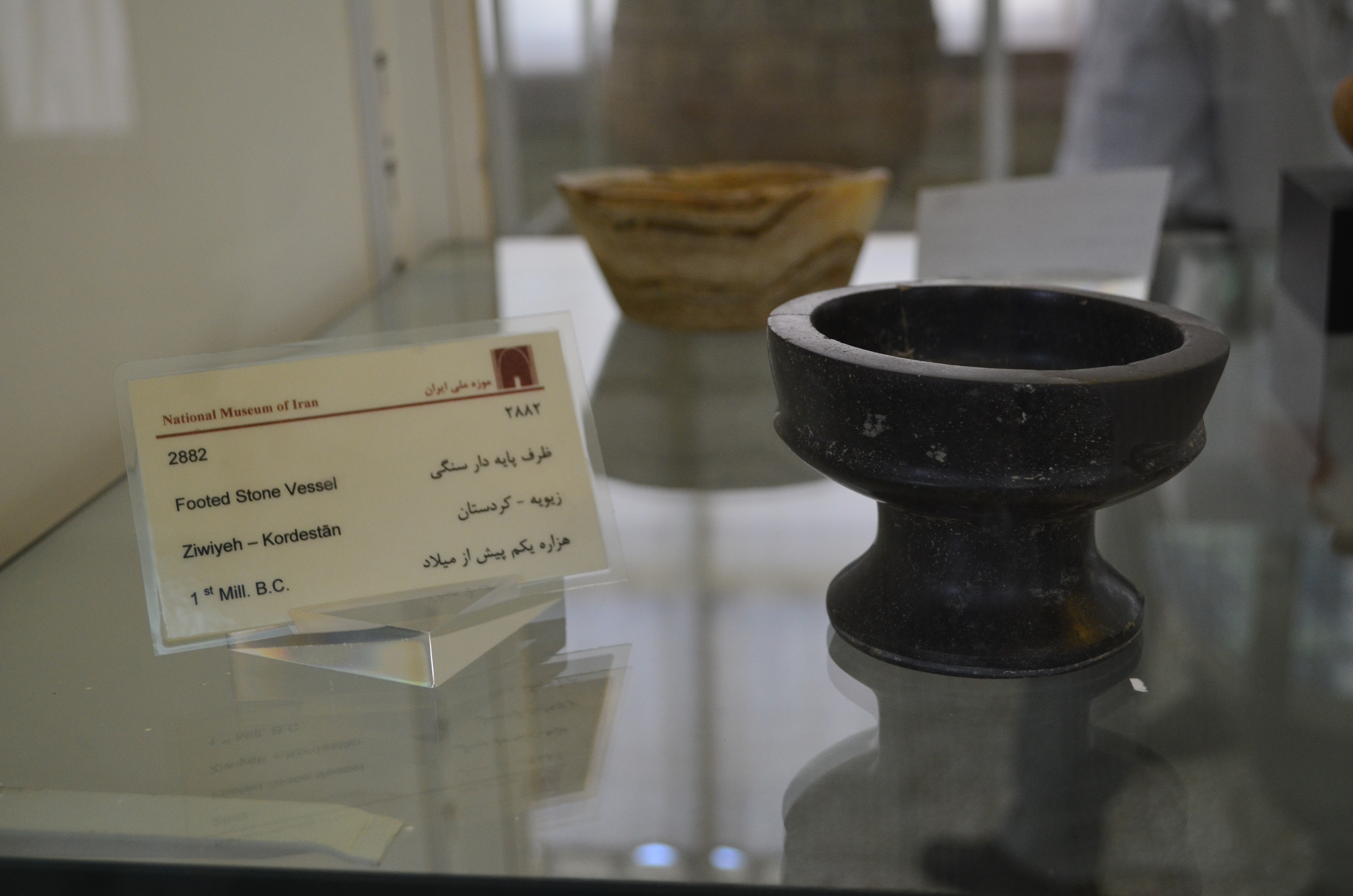
کاسه پایه دار
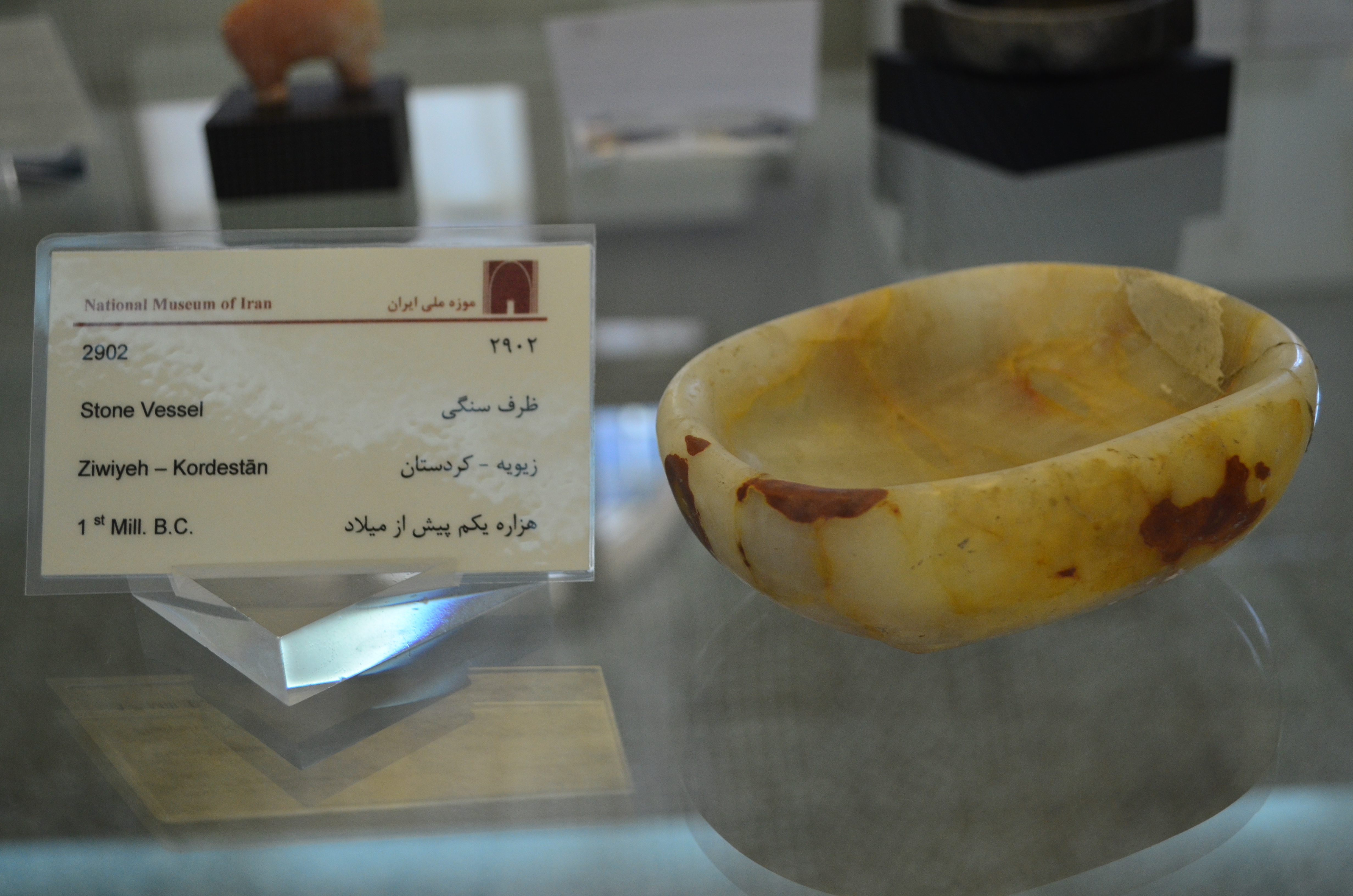
کاسه مرمرین
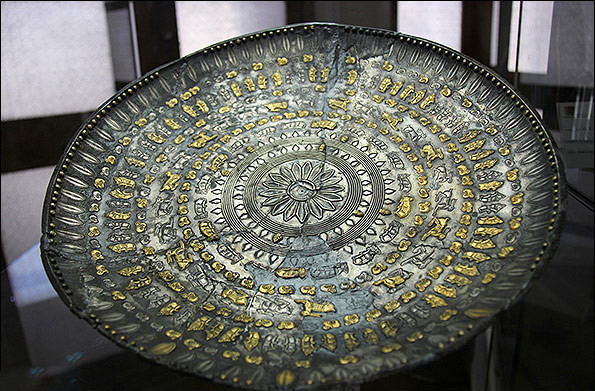
سینی
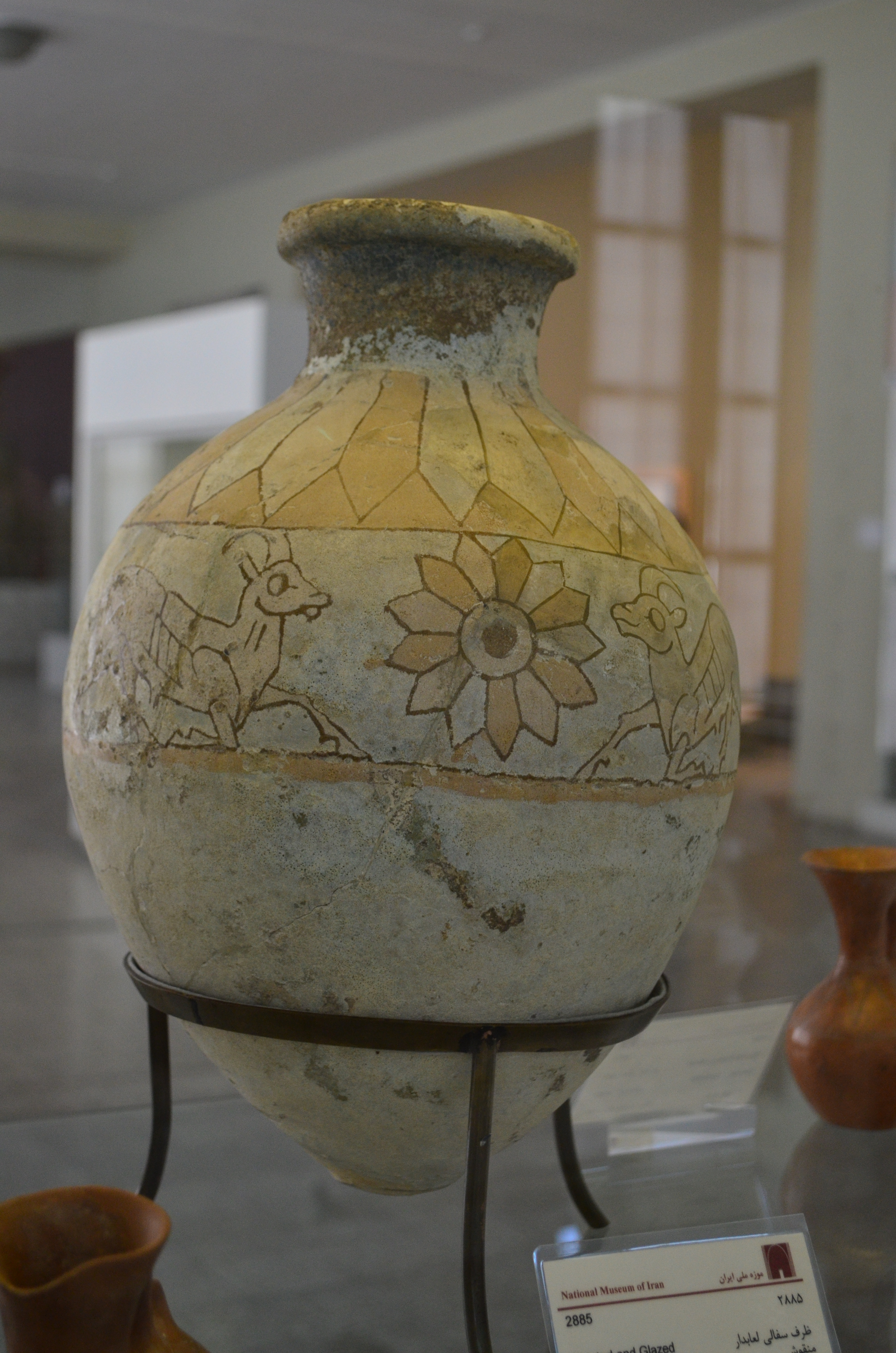
کوزه بزرگ سفالی
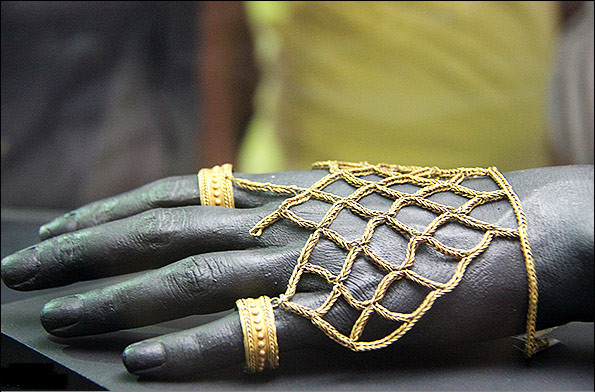
دستبند زینتی
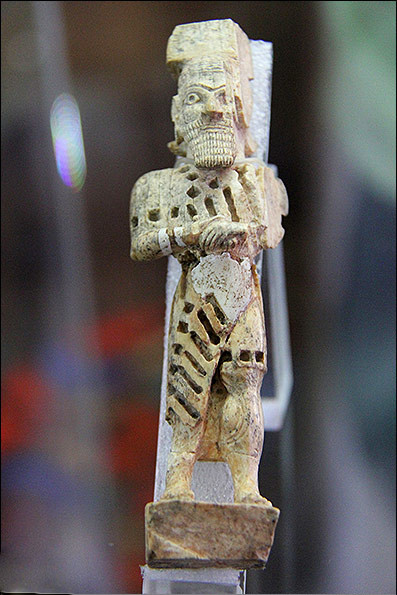
پیکره سرباز
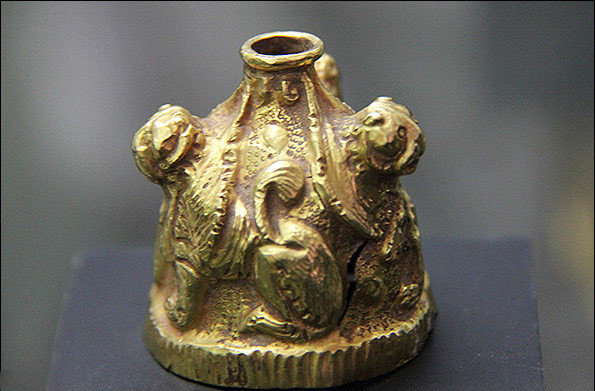
قطعه طلایی
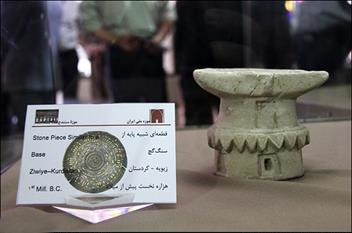
پایه سنگی
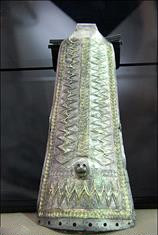
سپر
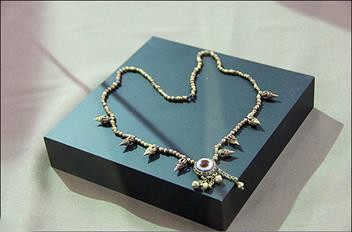
گردنبند
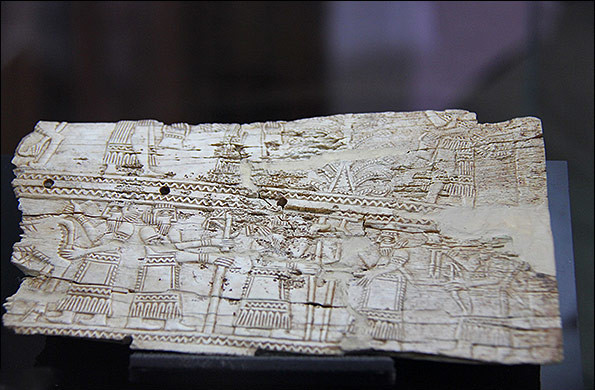
قطعه عاجی با نقوش برجسته